# Raorchestes indigo
Espèce
Raorchestes indigo est une espèce d'amphibiens de la famille des Rhacophoridae.

## Répartition
Cette espèce est endémique du Karnataka en Inde. Elle se rencontre au-dessus de 1 700 m d'altitude dans les monts Kudremukh dans les Ghats occidentaux.

## Publication originale
- Vijaykumar, Dinesh, Prabhu & Shanker, 2014 : Lineage delimitation and description of nine new species of bush frogs (Anura: Raorchestes, Rhacophoridae) from the Western Ghats Escarpment. Zootaxa, no 3893 (4), p. 451–488.